# بيير أليكسيس بونسون دو ترايل
بيير أليكسيس بونسون دو ترايل (بالفرنسية: Pierre Alexis de Ponson du Terrail)‏ (8 يوليوز 1829 - 20 يناير 1871) كاتب فرنسي. كان روائيا غزير الإنتاج، أنتج في ثلاثين عاما ثلاثة وسبعين مجلدا، ويتذكره الناس اليوم بإنشاءه الشخصية الخيالية روكامبول.

## بيوغرافيا
ولد في مونتمور (الألب العليا).
أعمال بونسون دو ترايل المبكرة تنتمي مباشرة لجنس الرعب القوطي:عمله البارونة المتوفاة (1852) هو قصة مظلمة لانتقام مروع في الغابة السوداء بألمانيا في القرن الثامن عشر، شبيهة بأعمال آن رادكليف. ترجمت الرواية من طرف بريان ستابلفورد باسم مصاص الدماء وابن الشيطان عام 2007. 
المرأة الخالدة (1869) عمل آخر من مداعبات بونسون الكلاسيكية مع موضوع مصاصي الدماء الخارق للطبيعة. ترجمت هذه الرواية أيضا من طرف بريان ستابلفورد باسم المرأة الخالدة عام 2013.
عندما بدأ بونسون دو ترايل عام 1857 أول رواية من سلسلة روكامبول،الإرث الغامض ، للصحيفة اليومية لا باتري، أراد فقط نسخ نجاح عمل أوجين سو الأعلى مبيعا ألغاز باريس. لا يمكن التقليل من أهمية روكامبول في أدب الغموض وروايات المغامرة، بما أنها تمثل الانتقال من رواية الرعب القوطي العتيقة إلى الخيال البطولي العصري. أصبحت rocambolesque كلمة شائعة في الفرنسية ولغات أخرى للدلالة على أي نوع من المغامرات الخيالية. 
أصبحت روكامبول نجاحا ضخما، موفرة مصدر إيرادات ثابتا ومعتبرا لبونسون دو ترايل، الذي أكمل تحريك مغامراته. في المجموع، أنتج تسع روايات روكامبول. رواياته المسجلة الأخرى تتضمن كواليس العالم (1853).
في أغسطس 1870، بما أن بونسون دو ترايل بدأ ملحمة روكامبول جديدة، الإمبراطور نابليون الثالث استسلم لألمانيا. هرب بونسون من باريس إلى أرض ريفية قرب أورليان، حيث تجمعت مجموعة من المرافقين بنفس تفكيره، وبدأ بأسلوب حرب العصابات. أيا يكن، أجبر بونسون على الهروب لبوردو.

مات بونسون في في بوردو 1871، تاركا ملحمة روكامبول غير كاملة، ودفن في مقبرة مونمارتر بحي مونمارتر في باريس. 

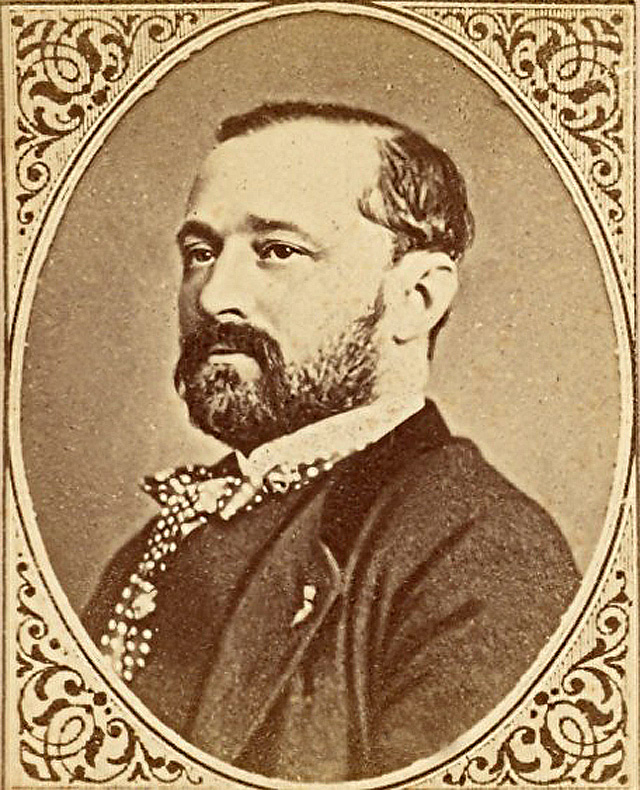
بيير أليكسيس بونسون دو ترايل

## أقوال
كان بونسون دو ترايل يكتب بعجالة، ونادرا ما يفحص ما كتبه، مسرعا ليلتزم بالمواعيد النهائية. عرف بشكل كبير ببعض الجمل غريبة الأطوار:
- "كانت يداه باردتين كيد ثعبان" (بالفرنسية :Elle avait les mains aussi froides que celles d'un serpent)
- "بيد واحدة، رفع الخنجر، وبالأخرى قال.." (D'une main il leva son poignard, et de l'autre il lui dit...)

## روابط خارجية
- بيير أليكسيس بونسون دو ترايل على موقع IMDb (الإنجليزية)
- بيير أليكسيس بونسون دو ترايل على موقع ألو سيني (الفرنسية)
- بيير أليكسيس بونسون دو ترايل على موقع قاعدة بيانات الفيلم (الإنجليزية)
- بيير أليكسيس بونسون دو ترايل على موقع كينوبويسك (الروسية)

- أعمال بونسون دو ترايل في مشروع غوتنبرغ
- "Terrail,%20Ponson%20du"%20OR%20subject:"Terrail,%20Ponson%20d."%20OR%20subject:"Terrail,%20P.%20d."%20OR%20subject:"Ponson%20du%20Terrail"%20OR%20subject:"Ponson%20d.%20Terrail"%20OR%20subject:"P.%20d.%20Terrail"%20OR%20subject:"Terrail,%20Ponson"%20OR%20subject:"Ponson%20Terrail"%20OR%20creator:"Ponson%20du%20Terrail"%20OR%20creator:"Ponson%20d.%20Terrail"%20OR%20creator:"P.%20d.%20Terrail"%20OR%20creator:"P.%20du%20Terrail"%20OR%20creator:"Terrail,%20Ponson%20du"%20OR%20creator:"Terrail,%20Ponson%20d."%20OR%20creator:"Terrail,%20P.%20d."%20OR%20creator:"Terrail,%20P.%20du"%20OR%20creator:"Ponson%20Terrail"%20OR%20creator:"Terrail,%20Ponson"%20OR%20title:"Ponson%20du%20Terrail"%20OR%20title:"Ponson%20d.%20Terrail"%20OR%20title:"P.%20d.%20Terrail"%20OR%20title:"Ponson%20Terrail"%20OR%20description:"Ponson%20du%20Terrail"%20OR%20description:"Ponson%20d.%20Terrail"%20OR%20description:"P.%20d.%20Terrail"%20OR%20description:"Terrail,%20Ponson%20du"%20OR%20description:"Terrail,%20Ponson%20d."%20OR%20description:"Ponson%20Terrail"%20OR%20description:"Terrail,%20Ponson")%20OR%20("1829-1871"%20AND%20Terrail))%20AND%20(-mediatype:software) أعمال من طرف أو حول بونسون دو ترايل من أرشيف الإنترنت